# Martell de Sant Eloi
El martell de Sant Eloi és un pastís de pasta de brioix en forma de martell, farcit de cabell d'àngel o massapà i ornat amb fruita confitada i gelatina; sol tenir, a dins, una figureta sorpresa de porcellana. És la menja típica de la festivitat de Sant Eloi, l'1 de desembre, dia en què es pot trobar a les pastisseries barcelonines.
Eloi de Noyon és el patró dels qui treballen el metall –ferrers, argenters, joiers…–; per això els pastissers catalans van decidir d'idear un dolç que recordés l'eina de treball principal de la indústria metal·lúrgica, el martell, que es vendria per celebrar la festivitat en homenatge al sant.